# Quorthon
Quorthon, właśc. Thomas Börje Forsberg (ur. 17 lutego 1966 w Sztokholmie, zm. 3 czerwca 2004 tamże), znany również jako ACE Quorthon Seth – szwedzki muzyk, kompozytor, wokalista, autor tekstów i multiinstrumentalista, a także producent muzyczny. Thomas Forsberg znany jest przede wszystkim jako lider grupy muzycznej Bathory, którą założył w wieku 17 lat.

## Życiorys
W 1983 roku założył grupę Bathory. W 1990 roku zrezygnował z występów na żywo, aby poświęcić czas na nagrywanie albumów z muzykami sesyjnymi. Zagrał na prawie wszystkich albumach na gitarze basowej oraz na perkusji, niekiedy wynajmując perkusistę sesyjnego. W 1994 roku ukazał się album sygnowany jego pseudonimem – Album. Płyta zawierała muzykę rockową. Również jego kolejna płyta, Purity of Essence, zawierała muzykę z tego gatunku. Quorthon miał w planie nagrać cztery płyty z serii Nordland, zmarł jednak w okresie realizacji trzeciego wydawnictwa cyklu.

## Śmierć
Quorthon został znaleziony martwy w swoim mieszkaniu 7 czerwca 2004 roku. Przyczyną jego śmierci był najprawdopodobniej zawał serca. Zmarł w wieku 38 lat, a jego problemy z układem krążenia były powszechnie znane.
Przez lata trwały spekulacje w sprawie jego prawdziwego nazwiska, które ciągnęły się również po jego śmierci. Jedną z najbardziej przekonujących pogłosek, którą Quorthon niejednokrotnie starał się rozwiać, mówiła, że jego prawdziwe nazwisko to Thomas Forsberg i że był synem właściciela Black Mark Records Börje Forsberga.

## Black Mark Productions
Börje Forsberg, właściciel Black Mark Productions jest uznawany za ojca Quorthona. Jednak Quorthon zaprzeczył temu mówiąc: "Boss ma 52 lata, a ja mam 37 lat". Jego młodszą siostrą jest Jennie Tebler, wraz z którą nagrał dwie piosenki znajdujące się na kompilacji "In Memory of Quorthon".

## Dyskografia
Albumy solowe
- Album (1994)
- Purity of Essence (1997)